# Diguan Pigot
Diguan Pigot (ur. 24 czerwca 1994) – surinamski pływak, olimpijczyk. Brat surinamskiej pływaczki Chinyere Pigot.
Wystartował na igrzyskach olimpijskich w Londynie w wyścigu na 100 metrów stylem klasycznym, gdzie zajął 43. miejsce w eliminacjach.